# Intercanvi de parelles

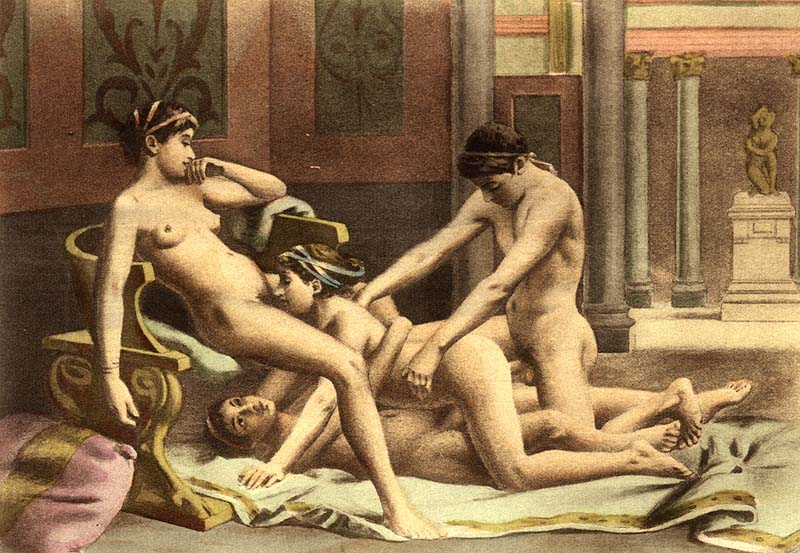
Planxa de Paul Avril, a De Figuris Veneris - Manuel d'érotologie classique, 1906.

L'intercanvi de parelles o swinging (en anglès «canviar») inclou un ampli rang d'activitats sexuals realitzades entre parelles liberals en un mateix local privat o habitatge particular. En català, "jugar a les canviades" és l'acte de mudar de parella en el joc amorós.

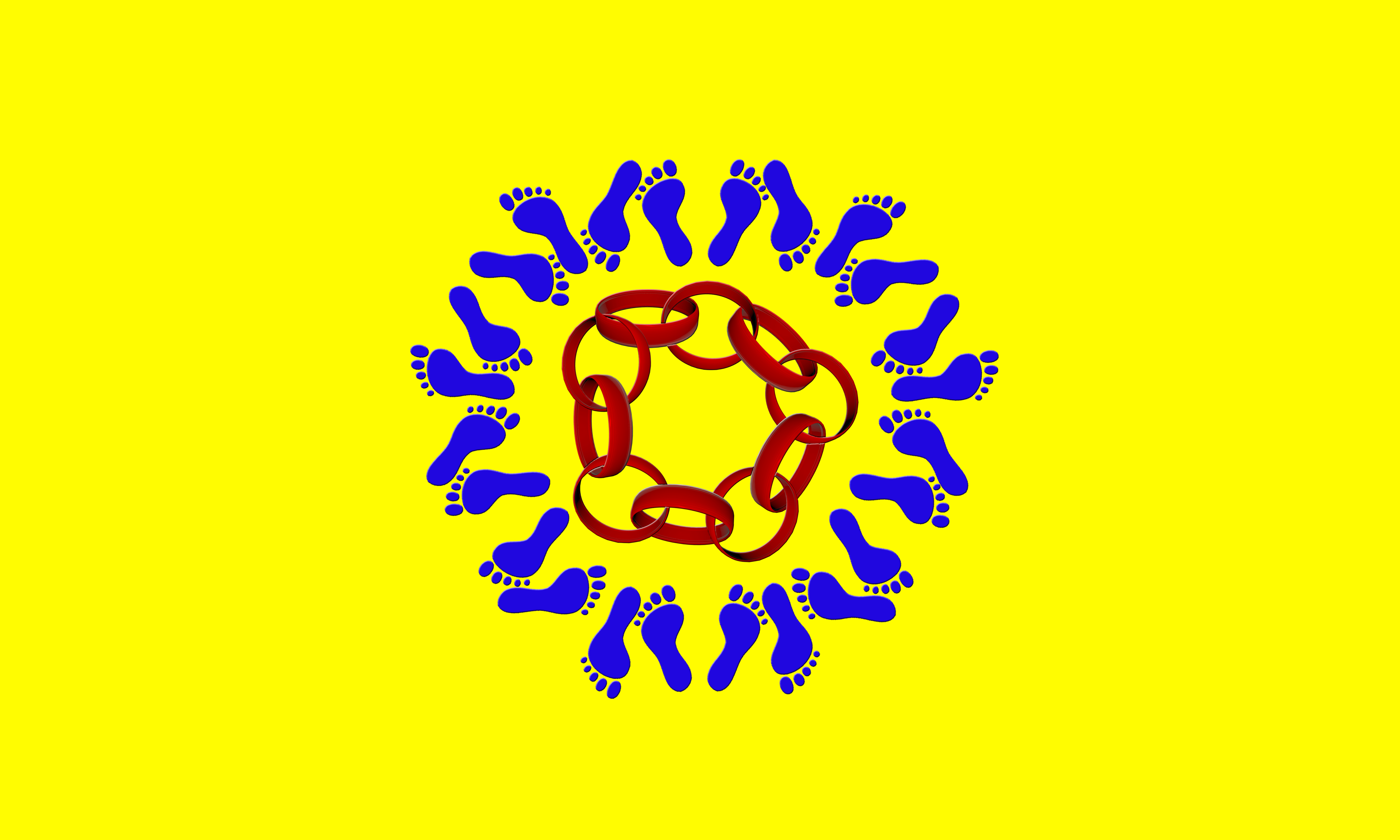
Bandera Internacional de la comunitat Swinger, creada per Ted Williams i amb disseny gràfic d'Emilio Diseños Enaver

Les activitats d'intercanvi de parella són:
- Observar altres com es relacionen sexualment
- Tenir relacions sexuals amb la parella mentre s'és observat
- Besar, acariciar o fer sexe oral amb una o més persones (anomenat intercanvi suau o soft swing)
- Tenir penetració sexual amb algú diferent de la parella (intercanvi total o full swap)

Comunament, les activitats d'intercanvi de parella ocorren quan una parella compromesa s'involucra amb una parella similar o un individu solter. Aquestes activitats poden passar o no en una mateixa cambra. El sexe en aquestes ocasions es denomina «joc». El fenomen (o almenys la seva discussió pública) pot ser entesa com part de la revolució sexual de les dècades anteriors.

## Història
Algunes activitats d'intercanvi de parella estan molt ben organitzades. Hi ha almenys 400 clubs d'intercanvi de parella als EUA i més de 600 a Europa. En la majoria de les grans ciutats hi ha almenys un club permanent encara que sovint guarden certa discreció per a evitar l'atenció negativa. Les parelles swingers es troben en festes privades d'intercanvi o per la xarxa.

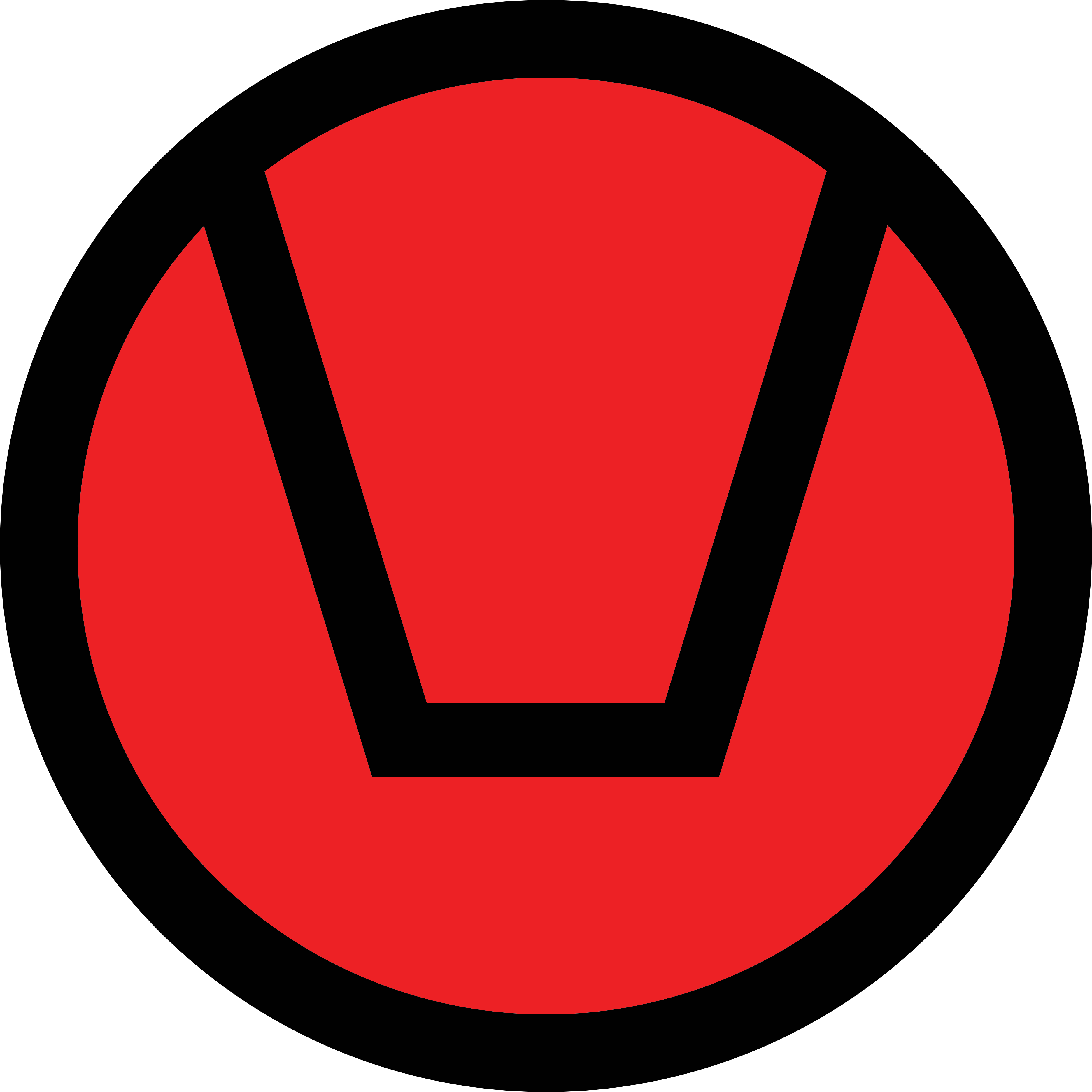
El símbol swinger per reconèixer a la comunitat en públic:The Swing (gronxador abstracte)

Al marge de les empreses que veuen el moviment swinger com un negoci recreatiu, existeixen organitzacions autogestionades que entenen el swinging com un estil de vida i s'organitzen sense ànim de lucre. Per a moltes parelles, és tant important el vessant social com el sexual de l'intercanvi de parelles.
Molts dels locals compleixen un format de pub o club nocturn, i sovint organitzen festes i espectacles per als dies que aquests tenen poca demanda. Hi ha tres formats estàndard: el bar/club nocturn, usualment petit, situat als centres de les ciutats i encarat al voltant de la pista de ball; el format de spa en ambient nudista, amb piscines, banyeres d'hidromassatge i saunes; i el format de club de camp, fora de les ciutats, que inclouen elements dels dos anteriors i ofereixen, a més, àmplies àrees recreatives i usualment els aliments se serveixen a manera de bufet.
Hi ha algunes organitzacions nacionals que organitzen l'intercanvi dels seus membres, aplecs i vacances grupals. A Europa, parelles de tot el continent es congreguen al juliol i agost al poble nudista de Cap d'Agde, a la costa mediterrània, on hi ha al voltant de 8 clubs swinger. En temporada alta, Cap d'Agde arriba a una població de 30.000 persones.
A l'Estat espanyol de la dècada del 1970, l'intercanvi de parelles va ser conegut en cercles restringits d'un luxós xalet de la Serra de Guadarrama on s'organitzaven reunions de petits grups de parelles no professionals. També en la mateixa època s'hauria desenvolupat l'activitat swinging amb certa assiduïtat en determinats càmpings, entre classes socials treballadores. Revistes com la històrica Lib van ser un dels pocs canals de contacte entre parelles a finals dels anys 1970 i durant la dècada del 1980.

## Ètica
Algunes parelles consideren l'estil de vida swinger com una subcultura. La principal norma en la dinàmica de l'intercanvi de parella és «un no és un no». Això significa que el rebuig a una proposició sexual no requereix justificació i ha de ser sempre respectada. La violació d'aquesta regla comporta l'expulsió immediata. Una altra regla estricta en molts clubs d'intercanvi de parella és l'ús obligatori de preservatius, que han de ser exclusius per a cada contacte sexual.

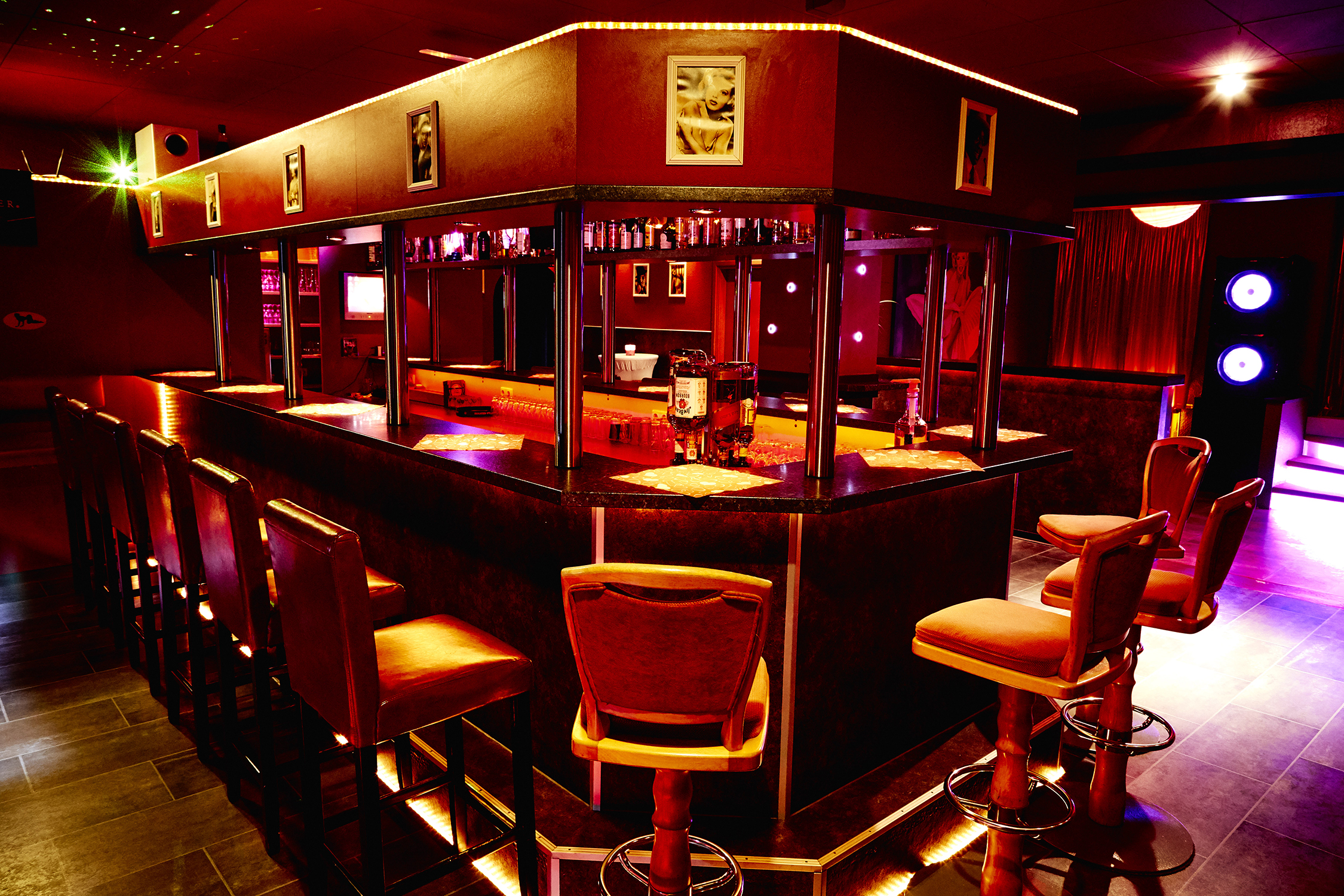
Interior d'un club swinger a Hamburg, Alemanya.

Els acostaments es fan mitjançant lleus carícies en zones no erògenes, si aquestes són permeses, s'entén el consentiment tàcit per continuar. Als EUA, es considera inadequat tocar sense demanar autorització, mentre que a Europa tocar és acceptat i adequat, encara que no existeixi comunicació verbal en el context del joc.
Es poden resumir les regles, per ordre de major a menor importància, en «respecte, higiene i discreció». L'ús de preservatius és exigit en tota mena de reunions d'intercanvi swinger o de parelles liberals per a prevenir malalties de transmissió sexual.
Molts membres de la comunitat del poliamor difereixen de l'estil de vida swinging en posar més èmfasi en relacions compromeses i duradores, i en considerar, per contra, l'intercanvi de parella com una activitat sexual recreativa, subjectes a la gelosia i altres aspectes de la monogàmia. D'altra banda, altres persones dins de les comunitats de poliamor i d'intercanvi de parella veuen les dues pràctiques coincidents en la sexualitat i intimitat oberta.
En general, en els clubs d'intercanvi de parella no hi tenen cabuda persones solteres. No obstant això, alguns en poden admetre sota determinades condicions. Hi ha qui s'oposa a implicar fadrins de qualsevol gènere amb les parelles a causa del temor que puguin tendir a separar les parelles existents, les quals volen conservar llur fidelitat afectiva.